# 长吻沙蚕
长吻沙蚕（学名：Glycera chirori）为吻沙蚕科吻沙蚕属的动物。分布于日本以及中国大陆的沿岸等地，常见于潮间带至130米的陆架区的泥质砂或砂质泥海底。